# EPSM
EPSM (Equine polysaccharide storage myopathy) är en muskelsjukdom hos hästar som främst drabbar de tyngre kallbloden. EPSM kan också förekomma bland quarterhästar. För quarterhästar kallas denna sjukdom för PSSM (Polysaccharide storage myopathy). Sjukdomen beror på en förhöjd halt av polysackerider i skelettmuskulaturen, möjligen på grund av problem med nedbrytningen av socker. Hästarna blir svagare och lugnare. Ett vävnadsprov kan användas för att kontrollera om hästen är sjuk. Hästens foder kan påverka sjukdomen.